# La strada (racconto)
La strada (The Street) è un racconto breve di Howard Phillips Lovecraft scritto probabilmente nel 1920. Venne pubblicato per la prima volta su The Wolverine nel dicembre dello stesso anno; apparve quindi nel volume In the Shuttered Room and Other Pieces edito dalla Arkham House nel 1959.

## Trama
Protagonista del racconto è un'anonima ma importante via di una cittadina statunitense. Dal periodo coloniale fino ai tempi recenti, la strada "vive" tutti i cambiamenti della varie epoche ma quando la modernità sembra minacciare nuove e fatali trasformazioni, la potenza del passato irrompe disastrosamente eliminando il pericolo.